# Nasulecherhöhle
Die Nasulecherhöhle ist eine Höhle im Bietschbachtal in der Gemeinde Raron im Schweizer Kanton Wallis.
Die Höhle liegt an einer Flanke an einem Zufluss des Bietschbachs, welcher wiederum in den Rotten fliesst. Man kann sie von Trosiboden (Gemeinde Ausserberg) aus erreichen. Von dort aus benötigt man eine Kletterausrüstung mit 5 Expressen und einem 30-Meter-Seil. Bohrhaken sind vorhanden und blau markiert.
Die Höhle ist bis zum Siphon ca. 30 Meter lang und es fliesst ein Bach in ihr. Beim Siphon befindet sich ein zweiter Ein- bzw. Ausgang. Ausserhalb befindet sich an einer Wand ein Gipfelbuch.